# Suppression flash
La suppression flash est un phénomène de perception visuelle dans lequel une image présentée à un œil disparaît dès lors qu'une autre image est présentée à l'autre œil de manière très subite, à la manière d'un flash photographique. 

## Description du phénomène
Pour observer ce phénomène, une petite image est d'abord présentée à un œil pendant environ une seconde, tandis qu'une image vierge est présentée à l'autre œil. Ensuite, une petite image, différente, est montrée de manière abrupte, flashée, à cet autre œil, à l'emplacement correspondant à l'image du premier œil. L'image montrée au premier œil disparaît, même si elle est toujours présentée, et seule la nouvelle image est alors perçue par l'individu. L'apparition de la nouvelle image sur le second œil supprime la perception de l'image sur le premier,. 
Par exemple, si un véhicule est montré à l'œil gauche pendant une seconde, puis qu'un visage est soudainement flashé sur l'œil droit, l'observateur voit tout d'abord un véhicule, puis uniquement un visage. Seul le visage est visible bien que l’image de la voiture soit toujours présente. Si l'ordre de présentation est inversé, l'ordre de perception l'est aussi.  

## Historique
Ce phénomène de suppression du flash semble être connu depuis le XIXe siècle puisqu'il a été décrit par McDougall en 1901 et utilisé pour une expérience d'électroencéphalographie par Lansing en 1964.  
En 1984, Jeremy Wolfe a aussi caractérisé la suppression flash dans une étude de psychophysique systématique. 
L'origine cérébrale de la suppression flash a été étudiée à l'aide d'enregistrements, via des microélectrodes dans le cerveau (partie liée au sens visuel) du macaque (Logothetis, 1998) et dans le lobe temporal médial humain (Kreiman, Koch & Fried, 2002),. 

## Usage
La suppression du flash est un exemple d’illusion qui rend invisible une image hautement visible, et qui est utilisé pour étudier les mécanismes du traitement visuel conscient et non conscient. 